# Johannes Herrmann (Maler)
Johannes Herrmann (* um 1744; † 1807 in Rottenburg) war ein deutscher Maler.

## Leben und Werke
Johannes Herrmann lebte ab 1774 verheiratet in Rottenburg. 1777 schuf er Gemälde für neue Altäre in Steinach und 1781 ein Kaiserporträt für Rottenburg. Im Jahr 1786 erhielt er den Auftrag, für die Kirche St. Arbogast in Haslach im Kinzigtal zum Preis von 50 Gulden Altarblätter zu malen. Seine Rosenkranzspende der Gottesmutter an den heiligen Dominikus mit Katharina von Siena sowie sein Martyrium des heiligen Sebastian wurden später im Stadtarchiv abgestellt, die Oberbilder der Altäre – eine Darstellung des Erzengels Michael und ein Bild der heiligen Agatha – wurden zur Aufbewahrung in die Sakristei gebracht.
Diese Altäre hatte Joseph Meisburger drei Jahre vorher für die Kirche der Kartause Freiburg hergestellt und nun den Haslachern vorgeschlagen, diese gebrauchten Altäre, die zufällig auch die richtigen Maße für die Haslacher Kirche hatten, billig zu kaufen und die Altarblätter abändern zu lassen. Diese zeigten nämlich im Ursprungszustand Heilige des Kartäuserordens in gipsernem Basrelief. Auf diesen Handel ging man tatsächlich ein und Herrmann – oder Hörrmann, wie er sich in dem diesbezüglichen Vertrag schrieb, – erklärte sich außerdem bereit, statt der Barzahlung der kompletten Summe von 50 Gulden lediglich 30 Gulden in Geld entgegenzunehmen und die Heiligen Bruno und Hugo, die in Haslach nicht gebraucht wurden, als Gegenwert für die restlichen 20 Gulden zu übernehmen.